# Тимьян Талиева
Тимья́н Талиева, или Чабрец Талиева (лат. Thymus talijevii) — вид рода Тимьян (Thymus) семейства Яснотковые (Lamiaceae).
Своё видовое название получил в честь советского ботаника Валерия Ивановича Талиева.

## Описание
Многолетний ползучий полукустарничек высотой 6-12 см. Листья длинночерешковые, 6-13 мм длиной, 3-5 мм шириной, продолговатой либо широкоэллиптической формы, с выдающимися боковыми жилками и рассеянными точечными железками.
Соцветие  — мутовка. Цветки розовато-фиолетовые. Чашечка колокольчатая, волосистая, 3,5-4 мм длиной.  Венчик с прямой трубкой, в полтора раза меньше чашечки, имеет четыре тычинки. Верхняя губа выемчатая, а нижняя  — трехлопастная. Цветет в июне - июле, плоды образуются в конце июля - августе. Плод  — яйцевидный орешек.
Произрастает на каменистых осыпях и известковых обнажениях, на мергелях.
Описан с территории бывшего Белебеевского уезда (сел. Слах).

## Ареал
Эндемик Северо-Восточной Европы. В России произрастает на Урале и в европейской части.

## Охранный статус
Вид занесен в Красные книги Свердловской, Вологодской и Архангельской областей, Красную книгу Республики Коми, Красная книга Челябинской области. Произрастает на территориях ряда особо охраняемых природных территорий России.

## Синонимы
В синонимику вида, по данным The Plant List, включают следующие названия:
- Thymus binervulatus Klok. et Des.-Shost.
- Thymus hirticaulis Klok.
- Thymus rotundatus Klok.
- Thymus talijevii f. hirticaulis (Klok.) P.A.Schmidt
- Thymus talijevii f. hirticaulis P.A.Schmidt
- Thymus talijevii subsp. talijevii
- Thymus uralensis Klok.